# Wenzel Robert von Gallenberg
Graf Wenzel Robert von Gallenberg (* 28. Dezember 1783 in Ljubljana; † 13. März 1839 in Rom) war ein österreichischer Komponist, Intendant und Schöpfer von Ballettmusiken.

## Herkunft
Seine Eltern waren der Gouverneur von Galizien Joseph Sigismund von Gallenberg (1751–1800) und dessen Ehefrau Maria Johanna von Sporck (* 26. Oktober 1760; † 22. Dezember 1810), eine Tochter des Johann Wenzel von Sporck.

## Leben
Gallenberg studierte bei Johann Georg Albrechtsberger. 1803 heiratete er die von Beethoven geliebte Gräfin Julie Guicciardi. 1805 zog er mit seiner Frau nach Neapel und komponierte die Musik für die Feier für Joseph Bonaparte. Nach kurzer Zeit berief man ihn an das Teatro San Carlo (seinerzeit das Hoftheater), in dem er für die Verbesserung des Niveaus und Erweiterung des Repertoires gewonnen werden sollte. 1816 wurde er königlicher Direktor der neapolitanischen Theater, bis Gioachino Rossini diese Position übernahm.
Von 1821 bis 1823 war er Co-Direktor von Domenico Barbaja, dem damaligen Impresario der Hoftheater in Wien. Gallenberg wurde im Oktober 1828 mit der Leitung betraut, die er im Mai 1830 aus Mangel an finanziellen Mitteln zurücklegte, und kehrte nach Neapel zurück, wo er als Komponist von Balletten und als Regisseur wieder unter Barbaja arbeitete. 1838 wurde er erneut Direktor des Teatro San Carlo.
Gallenberg war auch selbst ein fruchtbarer Komponist. Er komponierte nicht nur vierzig oder fünfzig Ballette, sondern auch Ouvertüren, Phantasien, Märsche sowie eine Sonate und andere Stücke für Klavier.

## Ballette
- Samson
- Arsinoe und Telemach
- Hamlet
- Alfred der Große
- Jeanne d'Arc
- Ismann's Grab
- Die Karawane von Kairo
- Caesar in Egypten
- Theodosia
- Agnes und Fitz Henry
- Il Ratto di Latona
- Faust

## Familie
Graf Gallenberg hatte mehrere Kinder, darunter die Söhne
- Graf Hugo von Gallenberg (* 22. August 1805 in Neapel), Pfarrer in Groß Tajax in Mähren, verfasste ein Buch über Leonardo da Vinci (Leipzig 1834),
- Graf Friedrich von Gallenberg (* 29. Dezember 1809; † 16. Oktober 1862),
- Graf Joseph von Gallenberg (* 1. August 1811, † 7. März 1858), k. k. Oberst,
- Graf Hector von Gallenberg (* 7. Januar 1813, † 27. Dezember 1864), k. k. Kämmerer,
- Graf Alexander von Gallenberg (* 22. August 1816, † 7. Oktober 1893 in Wien).